# Список персонажів Mass Effect
Ця стаття описує персонажів серії відеоігор Mass Effect та супутньої продукції. Список включає дійових осіб, важливих для основних сюжетів Mass Effect, Mass Effect 2, Mass Effect 3, Mass Effect: Andromeda, а також романів і фільму.

## Оригінальна трилогія

### Командер Шепард
Протагоніст основної трилогії відеоігор, при створенні якого гравець може сам обрати деякі дані, такі як стать, зовнішність, деталі минулого і т. д. Також гравець може самостійно визначати модель поведінки Шепарда впродовж сюжетів відеоігор. Його дії визначають дві лінії розвитку: Герой (або Параґон — зразок для наслідування, що застосовує силу тільки за крайньої необхідності й завжди приходить на допомогу чесним персонажам) і Відступник (цинік і грубіян, що не цурається нічого задля досягнення мети).
Ім'я гравець обирає сам, але існують і стандартні: Джон (чоловічий варіант) або Джейн (жіночий варіант). Жіночу версію Шепарда озвучувала Дженніфер Гейл, чоловічу — Марко Мір. На відміну від багатьох ігор із настроюваною зовнішністю персонажа, в Mass Effect уже задана стандартна зовнішність як для чоловічого, так і для жіночого варіантів. У рекламній кампанії гри використовувався стандартний чоловічий варіант Шепарда (моделлю обличчя слугувала зовнішність голландської моделі Марка Вандерлоо).
В оригіналі, англійською, Шепард носить військове звання «командер 3-го рангу» (англ. Lieutenant Commander), яке скорочується до просто «коммандер» (англ. Commander) або «командер». На початку Mass Effect він є лише одним з підлеглих капітана (англ. Captain) корабля «Нормандія» Андерсона. Оскільки в Mass Effect 2 Шепард офіційно мертвий/мертва, військове звання в нього/неї відсутнє, але, попри це, протагоніста часто називають «командером».
Роком народження Шепарда вважається 2154. Гра передбачає 9 варіантів минулого цього персонажа, кожний з яких містить у собі один із трьох варіантів подій до служби в Альянсі Систем (колоніст, землянин і блукач) і один із трьох — під час (герой війни, уцілілий і безжалісний).
До служби:
- Колоніст: дитинство Шепарда минуло в колонії Мендуар, батьки загинули під час атаки работоргівців, коли Шепарду було 16. Був врятований патрулем Альянсу і згодом пішов до війська.
- Землянин: Шепард — сирота, виріс на криміналізованих вулицях одного з мегаполісів Землі. Досягнувши повноліття, вступив до війська аби вирватися зі скрутного життя.
- Блукач: батьки Шепарда — військові, служили в різних частинах космосу, ставши зразками для своєї дитини. Сім'я часто змінювала місце життя і більшість часу Шепард провів на борту кораблів. При цьому варіанті пізніше можливо дізнатися про матір Шепрада — Ганну Шепард.

Під час служби:
- Герой війни: урятував/урятувала від захоплення колонію Альянсу Елізіум. Здобув перемогу попри більші ворожі сили, за що отримав нагороди й визнання.
- Уцілілий: під час чергового завдання загинув увесь загін Шепарда. Він лишився єдиним вцілілим, переживши психічну травму.
- Безжалісний: виконав/виконала завдання ціною життів підлеглих. За це отримав упереджене ставлення до себе, але саме Шепарду відтоді доручають завдання, які слід виконати за будь-яку ціну.

Стандартне минуле Шепарда — землянин і уцілілий.
Під час подій відеоігор:
Mass Effect. У 2183 році був призначений старшим помічником капітана Андерсона на новому фрегаті «Нормандія» і командиром його десантного відділення. Будучи кандидатом в члени спецкорпусу тактичної розвідки, перебував під наглядом туріанця Найлуса Крайка. В той же час відбувалася навала роботів гетів на планету Іден Прайм, де Шепард виявив артефакт зниклої цивілізації протеанів і видіння з нього. Згодом Найлуса було вбито і Шепард почав розслідування, в ході якого викрив зраду «Спектра» Сарена Артеріуса. За це Сарена було усунено і на його місце поставлено Шепарда.
Отримавши під своє командування «Нормандію», Шепард з набраною командою людей та представників інших цивілізацій галактичного суспільства біля чотирьох місяців розшукував Сарена. Йому вдалося з'ясувати, що Сарен прагне помститися людям за загибель брата і захопити владу з допомогою знайденого ним прадавнього корабля «Володар». Шепард здогадався, що «Володар» є окремою істотою, Женцем, яка керує і Сареном і гетами. Саме Женці знищили протеанів і ще повернуться аби знищити все розумне життя галактики, як робили багато разів.
У ході атаки «Володаря» із флотом гетів на Цитадель Шепард відбив напад. «Володаря» і Сарена було знищено, але в існування Женців і загрозу їх повернення майже ніхто не повірив.
Mass Effect 2. При виконанні завдання із знищення відступаючих гетів, на «Нормандію» напав невідомий корабель. Частині екіпажу вдалося евакуюватися, але Шепард опинився у відкритому космосі та вважався загиблим. Расистська організація «Цербер» і торговець інформацією Сірий Посередник були зацікавлені в добутті тіла Шепрада для збільшення свого впливу. Асарі Ліара Т'Соні вирішила передати тіло «Церберу», де почався проект «Лазар», в ході якого командера через 2 роки було повернуто до життя шляхом кіборгізації та відновлення тканин тіла. Його обличчя виявилося спотвореним шрамами, але залежно від дій гравця їх можливо позбутися.
Тим часом в людських колоніях стало загадковим чином зникати населення. Шепард згодився працювати на «Цербер» для усунення невідомої загрози. Йому було надано новий, і досконаліший за попередній, корабель «Нормандія SR-2», на якому Шепард зібрав нову команду. Його розслідування вказало на причетність до зникнення людей цивілізації Колекціонерів, відомої високим рівнем розвитку техніки і періодичним збиранням зразків технологій і життя. Відшукавши місце розташування бази Колекціонерів, Шепард з командою вирушив туди. Він з'ясував, що людей викрадають для створення нового Женця і визволив вцілілих полонених та переміг недобудованого Женця. Станція, залежно від вибору гравця, або була підірвана, або стерилізована.
Згодом, вирахувавши, що Женці вже на шляху до Чумацького Шляху, Шепард був змушений підірвати один Ретранслятор аби затримати їх прибуття. Внаслідок вибуху загинуло населення найближчої системи батаріанців, а Шепарда було віддано під суд.
Mass Effect 3. У 2186 році Женці все ж досягли Чумацького Шляху і почали «жнива» високорозвинених розумних істот. Під час нападу на Землю відбувалося судове засідання стосовно дій Шепрада. командеру вдалося вижити і покинути Землю на «Нормандії SR-2». Прагнучи об'єднати якомога більше цивілізацій в боротьбі проти Женців і відвоюванні Землі, Шепард вирішив низку давніх конфліктів, що згуртувало цивілізації. На Марсі було знайдено протеанські креслення зброї «Горна», на побудову якої спрямувалися зусилля галактичного суспільства. Також командер вийшов на слід діяльності досі невідомої сили, якою виявилися творці Женців — левіафани.
Зрештою завдяки Шепарду було зібрано величезний об'єднаний флот, який вступив у битву біля Землі. «Горн» було стиковано з Цитаделлю, а на поверхні планети почалася військова операція. Шепард отримав поранення та був транспортований на Цитадель як «урожай» Женців. Там він виявив діяльність штучного інтелекту Каталізатора, створеного левіафанами, який і сконструював Женців з метою недопущення конфліктів органічного та синтетичного життя. Оскільки Шепард втілював собою шуканий компроміс між ними, вирішення проблеми було доручено Каталізатором йому.
Зробивши вибір, Шепард задіяв «Горн» для його здійснення, поширюючи через Ретранслятори імпульс, який, за вибором гравця, мав один з трьох ефектів: знищення Женців, контроль над ними, або ж синтез органічного і синтетичного життя. Крім того була можливою відмова від цих варіантів і завершення «жнив», що, однак, дозволило прийдешнім цивілізаціям побороти Женців. У будь-якому разі, крім знищення Женців та досягнення великої військової міці, Шепард загинув, пожертвувавши собою задля кращого майбутнього всієї галактики. Низка вказівок на його виживання не отримали офіційного підтвердження і лишаються на розсуд гравців.

### Члени команди Шепарда
Гаррус Вакаріан (англ. Garrus Vakarian) — туріанець, колишній співробітник Служби безпеки Цитаделі (СбЦ). Гаррус — досвідчений військовий, котрий вважає, що ціль виправдовує засоби. Але ним завжди керують шляхетні мотиви, наприклад, бажання відновити справедливість, і він поважає рішення командера. З ним можливі романтичні стосунки Шепарда-жінки в Mass Effect 2. Гарруса озвучує Брендон Кінер.
Батько Гарруса був офіцером СбЦ і з дитинства прищеплював йому повагу до закону, тому не дозволив йому подати заявку до спецпідрозділу «Спектр». У підсумку Гаррус став офіцером СбЦ, але служба обтяжувала його занадто гуманними, на його думку, методами й великою кількістю паперової роботи. Тому після припинення розслідування СбЦ дій Сарена, яке було чистою формальністю, він іде зі СбЦ і приєднується до Шепарда. Після «смерті» Шепарда створює волонтерський загін для боротьби зі злочинністю. За свої дії від мешканців криміналізованої станції «Омега» отримав прізвисько «Архангел».
Кайден Аленко (англ. Kaidan Alenko) — член екіпажу «Нормандії». Залежно від рішень гравця може загинути під час місії на Вермайрі в ході Mass Effect. А якщо ні, то з'явиться в Mass Effect 2. Можливий романтичний інтерес гравця-жінки в Mass Effect. Кайден завжди поводиться стримано, можливо, через інцидент, що відбувся під час його навчання — загибелі від його руки наставника-туріанця. Через застарілі імплантати він періодично зазнає головних болів. Кайдена озвучив Рафаель Сбарж.
Кайден, перебуваючи в утробі матері, був опромінений Нульовим елементом і в дитинстві проявив здібності до біотики. Пройшов спеціальне навчання на одній зі станцій Альянсу Систем — Гагарін (Нульовий Стрибок). Під час навчання відбувся вищезгаданий інцидент.
Ешлі Вільямс (англ. Ashley Williams) — космопіх Альянсу Систем, потомствений військовий, приєднується до команди гравця під час першої місії Mass Effect. Залежно від рішень гравця може загинути під час місії на Вермайрі. А якщо ні, то з'явиться в Mass Effect 2. Можливий романтичний варіант гравця-чоловіка в Mass Effect. Ешлі має ксенофобні «людино-центричні» погляди, але намагається це зайвий раз не демонструвати, релігійна. Вільямс озвучена Кімберлі Брукс.
Ешлі виросла в багатодітній родині військового, батько більшу частину часу перебував у відрядженнях. Поступила на службу, але незважаючи на сімейну династію просування по службі було ускладнено репутацією її діда — він вирішив здати туріанцям колонію Шаньсі під час Війни Першого Контакту.
Урднот Рекс (англ. Urdnot Wrex) — кроган-найманець, один з останніх своєї цивілізації, що володіють рангом «бойовий майстер». Ці рідкісні індивіди поєднують у собі як біотичні здібності, так і вміння поводитися з різноманітною зброєю. До команди гравця приєднується в Mass Effect на Цитаделі. Залежно від рішень гравця може загинути під час місії на Вермайрі в Mass Effect. Незважаючи на його загрозливий вигляд, Рекс рідко втрачає самовладання, воліє мовчати. Рекса озвучує Стів Барр.
Після застосування генофага і придушення кроганських повстань став вождем невеликого клану на рідній планеті Тучанка, але після зрадництва батька полетів з планети. Після цього Рекс працював охоронцем, найманцем, солдатом і мисливцем за головами. Якщо Рекс залишається живий після місії на Вермайрі, то відразу після подій Mass Effect він повертається на Тучанку й очолює клан Урднот. А якщо ні, то главою клану стане його рідний брат Урднот Рів.
Ліара Т'Соні (англ. Liara T'Soni) — асарі-вчена, займається ксеноархеологією, спеціалізується на протеанах, але її дослідження мало хто сприймає всерйоз, оскільки Ліара ще юна за мірками свого виду. Ліара — дочка впливової матріарха Бенезії. Всупереч бажанню матері стала вченою і займалася науковою діяльністю до 106 років (до приєднання до команди гравця). Можливий романтичний варіант гравця будь-якої статі в Mass Effect. Ліара ввічлива й скромна, але в силу характеру роботи інформаційного брокера їй доводиться бути жорсткішою. Ліара озвучена Елі Хілліс.
Після знищення «Нормандії СР-1» займалася пошуками тіла Шепарда, яке для відновлення віддала «Церберу». Після цього зайнялася пошуками Сірого Посередника, який намагався продати тіло Шепарда Колекціонерам, і стала інформаційним брокером замість нього. В разі відмови робити вибір у фіналі Mass Effect 3 Ліара ховає по галактиці попередження про Женців і креслення «Горна», завдяки яким в майбутньому Женців було переможено.
Талі'Зора вас Нормандія (англ. Tali'Zorah vas Normandy) — молода кваріанка, зустріч із якою дозволяє гравцеві викрити Сарена (гра Mass Effect). Талі є можливим романтичним інтересом для Шепарда-Чоловіка в Mass Effect 2. Талі віддана своїй справі, їй властиві шляхетні вчинки. Як і більшість кваріанців, ненавидить гетів, хоча й уважає, що кваріанці самі винні в тому, що синтетики захопили їхню рідну планету. Талі озвучує Ліз Срока.
Талі виросла на Мігруючому флоті і, відправившись у паломництво, зустріла Шепарда. Після знищення «Нормандія СР-1» повертається на флот, на корабель «Німа», але, знову зустрівши командера й закінчивши справи, приєднується до команди. За своє життя Талі змінила кілька кораблів: Райа (корабель мігруючого флоту) до паломництва (приставка «нар Райа»), Німа (корабель мігруючого флоту) і «Нормандія СР-2» — після (приставки «вас Німа» і «вас Нормандія» відповідно).
Міранда Лоусон (англ. Miranda Lawson) — офіцер «Цербера», оператор проекту «Лазар». До команди гравця приєднається в Mass Effect 2. Можливий романтичний інтерес гравця-чоловіка в Mass Effect 2. Міранда віддана «Церберу» і вірить у його ідеали, самопевена. Може чимось пожертвувати для досягнення мети. Міранда озвучена австралійською акторкою Івонн Страховскі. Зовнішність персонажа також копійована з акторки.
Геном Міранди був створений у лабораторії з генів батька — багатого впливового бізнесмена — і деяких сторонніх генів. У віці 10 років Міранда, керуючись особистими мотивами, утекла з дому, взявши із собою свою молодшу сестру, створену аналогічним способом. Після цього Міранда вступила в «Цербер», який став охороняти її сестру, що вона вдочерила.
Мордін Солус (англ. Mordin Solus) — саларіанський професор-генетик і колишній оперативник «ГОР» (групи особливого реагування) — саларіанського спецпідрозділу. У команді гравця з'явиться в Mass Effect 2. Мордін твердо вірить у те, що ціль виправдовує дії, йому не чужі негуманні методи, хоча іноді він теж починає в них сумніватися. Мордін розумний і догадливий: наприклад, зустрівши Шепарда, майже відразу здогадується, що командер працює на «Цербер» Мордіна озвучив Майкл Бітті.
Мордін у складі «ГОР» брав участь у таємній операції по модифікації генофага кроганів, тому що їхній організм навчився боротися зі початковим генофагом. Пізніше Мордін покинув групу й незадовго до подій Mass Effect 2 зайнявся проблемою чуми, яка почала розповсюджуватися на Омезі.
Грант або Грюнт (англ. Grunt) — штучно вирощений кроган, що вперше з'явився в Mass Effect 2. Гранту властива, як і всім кроганам, жорстокість, а будучи створеним як «ідеальний» воїн, він володіє видатними, навіть як для кроганів, силою, витривалістю й кмітливістю. Він не визнає авторитетів, але поважає думку Шепарда. Гранта озвучив Стів Блум.
Грант був створений кроганським вождем Окіром, який гине, не встигнувши випустити своє творіння з біокапсули, яка й буде забрана Шепардом на борт «Нормандії». Гравець може випустити або залишити крогана в цій біокапсулі, у першому випадку він стане членом команди й, залежно від рішень гравця, може стати членом клану «Урднот», отримавши при цьому ім'я «Урднот Грант».
Джейкоб Тейлор (англ. Jacob Taylor) — колишній військовий, нині оперативник «Цербера». У команді гравця з'явиться в Mass Effect 2. Можливий романтичний інтерес Шепарда-жінки в Mass Effect 2. Джейкоб ініціативний, воліє діяти, а не розмовляти. Вірить в ідеали «Цербера», але не сприймає деякі його методи. Джейкоба озвучив Адам Лазарр-Уайт.
Джейкоб служив в одному із секретних підрозділів Альянсу Систем, але, розчарувавшись у службі, звільнився. Після подій Mass Effect Galaxy вступив у ряди «Цербера».
Батько Джейкоба пропав за 10 років до подій Mass Effect 2, у грі можна дізнатися про його долю.
Джек або Піддослідна «Нуль» (англ. Jack & Subject «Zero») — молода дівчина-злочинець із загадковим і жорстоким минулим, з'являється в Mass Effect 2. Можливий романтичний інтерес Шепарда-Чоловіка в Mass Effect 2. Джек неврівноважена й агресивна, у розмові часто використовує нецензурні вирази. Крім того, її тіло від голови до ніг покрите татуюваннями. Джек озвучила Кортні Тейлор.
Джек була однією з дітей із біотичними здібностями, на яких «Цербер» проводив досліди в одній зі своїх лабораторій. Джек вдалося втекти, але через пережиту в дитинстві психологічну травму її психіка так і не відновилася. Потрапивши в кримінальне суспільство, Джек стала однією із найнебезпечніших злочинців у галактиці.
Заїд Массані (англ. Zaeed Massani) — один з найвідоміших найманців у галактиці. В Mass Effect 2 з'явиться після установки відповідного DLC. Заїд є типовим найманцем — жорсткий, брутальний, неговіркий. Заїда озвучив Робін Сахс.
Заїд служив у Альянсі Систем, пішовши звідти, став найманцем і мисливцем за головами. Разом з якимось Відо Сантьяго заснував угруповання найманців «Сині Світила», від керування якої був відсторонений у ході змови.
Касумі Гото (англ. Kasumi Goto) — відома злодійка, що перебуває в галактичному розшуку за ряд великих крадіжок. В Mass Effect 2 з'явиться після установки відповідного DLC. Касумі дуже потайлива, що відповідає її професії. Касумі озвучена Кім Хой.
У минулому Касумі украла в «Цербера» безліч коштовних речей. Системи сигналізації, ДНК-кодери, охоронці, а також маса інших різних захисних механізмів були зламані, причому в «Цербері» так і не зрозуміли яким чином. У 2185 році вона украла кілька творів мистецтва на Цитаделі і прототип перетворювача омні-гелю на Ілліумі.
Легіон (англ. Legion) — мобільна платформа «істинних» гетів, обладнана 1183 програмами ШІ. Це значить, що Легіон є носієм колективного розуму, тому він завжди говорить про себе в множині. Може приєднатися до команди гравця в Mass Effect 2. Примітно, що ім'я «Легіон» було запропоновано СУЗІ. Легіон стверджує, що гетам не властиві емоції, проте він поважає почуття органіків. Легіона озвучив Ді Сі Дуглас.
Легіон був відправлений вивчати органічне життя й зокрема Шепарда. Він відвідав багато місць, де побував гравець і загубив його слід на місці катастрофи «Нормандії СР-1». Після цього займався збором інформації про вірус, створений для підпорядкування «істинних» гетів Женцям.
Морінт (англ. Morinth) — чотирьохсотрічна дочка Самари, що має небезпечний для оточуючих генетичний дефект Ардат-Якші. У команді гравця може з'явиться в Mass Effect 2 замість Самари. Морінт жорстока, заради свого задоволення легко піде на вбивство. Разом з тим вона вміє майстерно та впродовж довгого часу не видавати ким є. Морінт озвучила Наталія Сігліуті.
Морінт — одна із трьох дочок Самари. Хоча генетичний дефект був виявлений у всіх сестер, тільки Морінт відмовилася прийняти життя в ізоляції й утекла. З тих пір її мати, що стала юстиціаром, полює на неї. У Mass Effect 2 гравець може допомогти завершити цю погоню. У доповненні «Лігвище Сірого Посередника» можна дізнатися, що справжнє ім'я Морінт — Мірала.
Самара (англ. Samara) — асарі-юстицар. З'являється в Mass Effect 2. Про особистість Самари судити неможливо, тому що кодекс наказує юстицару діяти суворо певним чином. Самару озвучила Меггі Бейрд.
Самара в молодості встигнула побувати найманкою, пізніше спробувала обзавестися сім'єю. Незабаром з'ясувалося, що всі три її дочки — Ріла, Мірала й Фалере, — Ардат-Якши. Дізнавшись це, одна з них — Мірала (Морінт) — утекла. Після цього, щоб зупинити свою дочку, Самара стала юстицаром. В Mass Effect 2 гравець може допомогти закінчити цю місію.
Тейн Кріос (англ. Thane Krios) — дрелл, один з найдосвідченіших убивць у галактиці. З'являється в Mass Effect 2. Тейн є можливим романтичним інтересом Шепарда-Жінки в Mass Effect 2. Тейн релігійний, незважаючи на свою професію гуманний, ніколи не вбиває без необхідності. Тейн проводить чітку межу між душею й тілом і вважає, що вбивство на замовлення не буде гріхом, тому що це не його рішення. Страждає «синдромом Кепраля» — неінфекційним респіраторним захворюванням, властивим тільки дреллам. Тейна озвучив Кіт Фарлі.
Тейн був одним із дреллів, що переселилися на планету Кахьє, у віці 6 років почав навчатися професії кілера, з 12 років почав працювати. Під час одного із завдань він зустрів свою майбутню дружину — Іріку. Ханари, на яких він працював, дозволили йому піти зі служби й завести сім'ю. Але через відсутність можливості заробляти іншим способом Тейн став брати приватні замовлення, які коштували йому життя дружини — охочі помститися за одну з його жертв убили Іріку. Тейн віддав свого малолітнього сина на піклування родички, а сам відправився на пошуки вбивць. Після завершення помсти Тейн не зважився повернутися додому. Під час подій Mass Effect 2 він довідається, що його син пішов по його стопах, гравець може допомогти йому із цим розібратися.
Джефф «Джокер» Моро (англ. Jeff «Joker» Moreau) — професійний пілот «Нормандії», страждає від недосконалого остеогенезу, тому більшість часу проводить у кріслі. Джокера озвучує Сет Грін.
Джефф пішов у льотне училище Альянсу, де й отримав прізвисько «Джокер» за свою зайву серйозність. Незважаючи ні на що, Джокер закінчив училище з відзнакою й уважається найкращим пілотом Альянсу.
- В Mass Effect — пілот «Нормандії СР-1».

- В Mass Effect 2 виживає після знищення «Нормандії СР-1» і через розбіжності йде зі служби в Альянсі Систем. Приєднується до команди Шепарда й стає пілотом «Нормандії СР-2».

- Під час Mass Effect 3 закохується в робота- носія штучного інтелекту СУЗІ.

Доктор Чаквас — військлікар «Нормандії». Залежно від рішень гравця може загинути в Mass Effect 2. У доктора немає сім'ї, і вона собі компенсує це роботою з екіпажем, любить працювати вдалині від цивілізованого космосу.
Чаквас раніше служила з командером Андерсоном, після відсторонення якого залишилася служити на «Нормандії СР-1». Після знищення «Нормандії», доктор Чаквас отримує престижну посаду в колонії Альянсу Систем. Така робота здається їй не захоплюючою, і вона приймає пропозицію Цербера приєднатися до екіпажа «Нормандії СР-2».
Келлі Чемберс — співробітник «Цербера» з освітою психолога. Келлі з'являється в команді в Mass Effect 2 і виконує деякі функції помічника командера, а також стежить за емоційним станом команди. Келлі є можливим романтичним інтересом для Шепарда будь-якої статі. Незважаючи на службу в «Церберові», Келлі далекі ксенофобні погляди.
«Система удосконаленого захисного інтелекту» або «СУЗІ» (англ. EDI) — ШІ, установлений на «Нормандію СР-2», спочатку виконує обмежений ряд функцій, але після вимушеного підключення до всіх систем корабля під час нападу Колекціонерів отримує повний контроль над кораблем. Спочатку Джокер негативно ставився до СУЗІ, але після того, як вона врятувала корабель від захоплення Колекціонерами, він змінив своє ставлення. Термінали СУЗІ присутні на всіх палубах і у всіх кімнатах «Нормандії», Шепард може запитати в неї, що це за місце, а також розпитати СУЗІ про аспекти її роботи. СУЗІ озвучена акторкою Трішією Хелфер.
Преслі — штурман «Нормандії СР-1». У його задачі входить прокладання курсу в потрібному напрямку. Преслі з ворожістю ставиться до інопланетних рас, але в процесі роботи в команді переглядає свої переконання. Преслі гине під час нападу Колекціонерів на «Нормандію».

### Інші персонажі
Командер Девід Андерсон (англ. David Anderson) — військовий Альянсу Систем. Девіду властива військова честь, він готовий боротися за те, у що вірить. Андерсона озвучує Кіт Девід.
- В романі «Mass Effect: Revelation» Девід займається розслідуванням нападу на одну із секретних наукових баз Альянсу Систем і стає кандидатом в СПЕКТР, але заявка буде відхилена через дії Сарена Артеріуса.

- В Mass Effect буде командером «Нормандії СР-1», командування якої передасть гравцеві.

- В Mass Effect 2 залежно від дій гравця в Mass Effect стане або представником від Альянсу в Раді Цитаделі, або помічником Доннела Удіни, який стане представником.

Відомо, що Девід був одружений, але через характер роботи розлучився.
Привид (англ. The Illusive Man) — лідер «Цербера». Його справжнє ім'я й минуле невідомі. Уперше з'являється в романі «Mass Effect: Ascension». Метою цього чоловіка є досягнути панування людей над іншими цивілізаціями галактики. Привид витриманий і спокійний, украй рідко дозволяє собі виявляти емоції. Його обличчя повністю симетричне, і його ніс має досконалі пропорції, швидше за все завдяки косметичній хірургії. Його очі «сталево блакитного» кольору очевидно є протезами.
Після знищення «Нормандії СР-1» і виводу Шепарда з ладу Привид запускає проект «Лазар» — програму відновлення Шепарда. Після оживлення Шепарда, Привид розповідає йому про напади на людські колонії й пропонує співробітництво. Крім того «Цербером» був зібраний новий корабель — «Нормандія СР-2». З часом Привид підпав під вплив Женців і думаючи, що зможе контролювати їх, почав служити Женцям.
Привид був озвучений актором Мартіном Шином. Крім того, зовнішній вигляд персонажа був частково модельований на акторі.
Доннел Удіна (англ. Donnel Udina) — посол Альянсу Систем на Цитаделі. Типовий політик, Удіна виглядає офіціозним і самоважливим, хоча він все-таки має найперше інтереси людства в душі. Не довіряє Шепарду. У грі Удіна найчастіше влаштовує для гравця бюрократичні перешкоди. Наприкінці гри гравцю дається вибір представника людства в Раді: Удіна або Андерсон.
Ша'іра (англ. Sha'ira) — асарі, чия позиція на Цитаделі є, очевидно, аналогічною давньогрецькій гетері. Вона є «Оракулом» гри, натякаючи на майбутні події й роль гравця в них.
Хоча сама Ша'іра не з'являється в Mass Effect 2, репортаж новин згадує, що через чутки про розголошення секретів клієнтів вона може залишити Цитадель. Проте, в одного зі членів команди призначена з нею зустріч через три місяці, і це дуже його хвилює. Вона може надіслати головному героєві повідомлення з побажанням удачі.

Арія Т'Лоак (англ. Aria T'Loak) — асарі, що є де-факто правителькою станції «Омега», попри те що на станції немає формального уряду або адміністрації. Минуле Арії до прибуття на станцію невідомо. Коли вона прилетіла на «Омегу», то найнялася в місцевий клуб стриптизеркою, прикидаючись молодою дівою. Насправді, вона вже тоді була могутнім матріархом. Вона поступово формувала союзи із впливовими особами на станції перш ніж зробити переворот і усунути попереднього правителя-крогана. Крогана Арія вирішила залишити в живих, прозвавши його Патріархом, смішним прізвиськом для асарі, і тримає його в себе в ролі радника-маріонетки.
Арію озвучила акторка Керрі-Енн Мосс.

### Основні антагоністи оригінальної трилогії
«Володар» (англ. Sovereign) — Жнець, що залишився в галактиці, ціль якого — активація Ретранслятора Цитаделі і відкриття шляху в галактику решті флоту Женців. Зовні «Володар» нагадує величезного кальмара. Більшість зовнішніх частин має синьо-чорний колір. В Mass Effect 2 стає відомо його справжнє ім'я — Назара. Ім'я «Володар» він отримав від Сарена Артеріуса. «Володар» буде знищений силами Альянсу Систем під час битви за Цитадель.
В Mass Effect 2 можна з'ясувати, що деякі частини цього корабля були використані для створення ШІ «Нормандії СР-2» і корабельної гармати «Танікс», яку можна встановити на «Нормандію СР-2».
Сарен Артеріус (англ. Saren Artemius) — колишній Спектр, що зрадив Раду Цитаделі. Протистоїть гравцеві в Mass Effect. Цей туріанець відомий своєю безжалісністю. Для досягнення мети здатний застосувати будь-які засоби. Сарен ненавидить людей, що можна пояснити загибеллю його брата у Війні Першого контакту. Сарен не вважає свої методи надмірними та врешті знайшов «Володаря» і дізнався про загрозу Женців. Сам він вважав, що зможе контролювати Женців або принаймні врятувати своїх прибічників від них, але насправді став їх маріонеткою. «Володар» використовував Сарена з метою посіяти ворожнечу в галактиці та поремонтувати Ретранслятор Цитеделі.
Сірий Посередник (англ. The Shadow Broker) — торговець інформацією, що завжди працює через посередників. Його ім'я, раса й місцезнаходження невідомі, а також не ясно чи одна це особистість або група осіб (частково інформація стане доступна в Mass Effect 2). Після знищення «Нормандії СР-1» був найнятий Провісником, щоб знайти й передати тіло Шепарда Колекціонерам, але його плани перетинаються з планами Ліари Т'Соні (Mass Effect: Redemption). В Mass Effect 2 їх конфронтація триває й може дійти до свого апогею, коли Ліара сама стане Сірим Посередником.
Провісник (англ. Harbinger) — Жнець, що керує Колекціонерами, почав активну діяльність у галактиці після загибелі свого побратима «Володаря».

## Персонажі книг до оригінальної трилогії
Калі Сандерс (англ. Kahlee Sanders) — дочка адмірала Джона Гріссома. Уперше з'являється в книзі «Mass Effect: Revelation», у іграх відсутня. У минулому її батьки розлучилися й Калі дала слово матері, що ніколи не буде розмовляти з батьком. Сандерс брала участь у секретних дослідженнях Альянсу Систем штучного інтелекту на планеті Сайдон. Але перед нападом на базу загадково зникає. Через якийсь час, в Mass Effect: Ascension, Калі як і раніше працює на Альянс у рамках проекту «Вознесіння» (англ. Ascension) — програми навчання й адаптації дітей з біотичними здібностями й бореться з агентами «Цербера». В «Mass Effect: Retribution» як і раніше працює в проекті «Сходження», але протистоїть серйознішому супротивнику — Женцям.
Джон Гріссом (англ. John Grissom) — адмірал Альянсу, перша людина, що пройшла через Ретранслятор. З'являється в книзі «Mass Effect: Revelation». Кумир Девіда Андерсона й батько Калі Сандерс. Перехід через Ретранслятор «Харон» зробив Гріссома символом усього людства, на його честь названо Гріссомівську військову академію. Пішов у відставку після Війни Першого Контакту, поселився на Елізіумі, допоміг своїй дочці зникнути після нападу на Сайдон. Попри те, що Гріссом дуже відома й шановна людина, серед його знайомих є контрабандисти, найманці та інші сумнівні особистості.
Джон Гріссом помер за кілька місяців до подій книги «Mass Effect: Retribution».
Пол Грейсон (англ. Paul Grayson) — колишній оперативник «Цербера». Персонаж книг «Mass Effect: Ascension» і «Mass Effect: Retribution». У минулому він зрадив «Цербер» заради своєї дочки Джиліан, що мала величезний біотичний потенціал. Над дівчинкою здійснювали жахливі досліди, через що Грейсон вирішує викрасти дитину. Через кілька років Привид вибирає його як піддослідного для чергового експерименту. Він планує імплантувати в Грейсона технології Женців і здійснювати експерименти, пов'язані із цими технологіями. Грейсон гине у фіналі «Mass Effect: Retribution» від рук Девіда Андерсона й Кай Ленга.

## Персонажі Andromeda

### Учасники проекту «Андромеда»
Скотт Райдер (англ. Scott Ryder) — один з можливих протагоністів Mass Effect: Andromeda. Народився у 2163 році, має сестру Сару. Вирушив до галактики Андромеди на кораблі «Гіперіон» як спеціаліст із розвідки, але після загибелі батька стає замість нього «Першопроходцем» і очолює експедицію. Скотт — молодий чоловік, якому ще належить навчитися рішучості, щоб знайти для людей новий дім. Завдяки імплантатам він здатний активовувати технології зниклої цивілізації Залишкових. Роль озвучив Том Тейлорсон.
Сара Райдер (англ. Sara Ryder) — один з можливих протагоністів Mass Effect: Andromeda, сестра-близнючка Скотта. Початково спеціалізувалася на військовій підтримці ксеноархеологічним дослідженням. Після загибелі батька може стати замість нього «Першопроходцем» і очолити експедицію. Як і брату, Сарі ще треба завоювати авторитет. Завдяки імплантатам він здатна активовувати технології зниклої цивілізації Залишкових. Роль озвучила Фріда Волф.
Алек Райдер (англ. Alec Ryder) — очільник експедиції людського корабля «Гіперіон» до Андромеди, батько Скотта й Сари. Народився в 2129 році, був у команді Джона Гріссома, ветеран війни з туріанцями. Служив військовим аташе на Цитаделі, де зацікавився розробкою штучного інтелекту та став прихильником поєднання органіки й машини аби уникнути конфліктів між творцями та творіннями. Зокрема завдяки йому було розроблено ШІ SAM. Через це його було звільнено, проте Алек вступив до проекту «Андромеда», де став «Першопроходцем» експедиції. Свою смертельно хвору дружину потай взяв на «Гіперіон», зберігаючи її в анабіозі.
По прибуттю в Андромеду гине, рятуючи свого сина/доньку. Лишив дітям багато записів, які пояснюють історію та справжні підстави експедиції. Роль озвучив Кленсі Браун.